# Dalekowschodni Okręg Wojskowy (ZSRR)
Dalekowschodni Okręg Wojskowy – operacyjno-terytorialny związek radzieckich sił zbrojnych.

## Historia
Dowództwo i sztab okręgu mieściło się Chabarowsku. Wsparcie z powietrza zapewniała 1 Armia Lotnicza, a osłonę 11 Armia Obrony Powietrznej.

W 1990 pozostawał w podporządkowaniu Głównego Dowództwa Wojsk Dalekiego Wschodu ze sztabem w Ułan Ude.

## Struktura organizacyjna
Skład w 1990
- dowództwo Okręgu – Chabarowsk
- 5 Armia
- 15 Armia
- 35 Armia
- 43 Armia
- 51 Armia
  - 25 Korpus Armijny
- 43 Korpus Armijny
  - 118 Dywizja Zmechanizowana
  - 272 Dywizja Zmechanizowana
  - Brygada Rakiet Przeciwlotniczych
- 27 Dywizja Pancerna
- 121 Dywizja Zmechanizowana
- 129 Dywizja Zmechanizowana
- 15 Dywizja Artylerii
- 13 Brygada Desantowo-Szturmowa
- 83 Brygada Desantowo-Szturmowa
- 14 Brygada SpecNaz
- Brygada Artylerii Rakietowej
- 91 Brygada Artylerii
- Brygada Artylerii
- 102 Brygada Rakiet Operacyjno-Taktycznych
- 180 Brygada rakiet Przeciwlotniczych
- 16 Brygada Obrony Przeciwchemicznej
- 8 Brygada Łączności
- 104 Brygada Łączności
- 105 Brygada Łączności
- 106 Brygada Łączności
- 76 Brygada Radiotechniczna

## Dowódcy okręgu
- generał armii Maksim Purkajew (1945–47),
- marszałek Związku Radzieckiego Nikołaj Kryłow (1947–53),
- marszałek Związku Radzieckiego Rodion Malinowski (1953–56),
- gen. armii Walentin Pieńkowski (1956–61),
- gen. armii Jakow Krejzer (1961–63),
- gen. armii Iwan Pawłowski (1963–67),
- gen. Oleg Łosik (1967–69),
- gen. armii Władimir Tołubko (1969–72),
- gen. armii Wasilij Pietrow (1972–76),
- gen. armii Iwan Trietjak (1976–84),
- gen. armii Dmitrij Jazow (1984–87),
- generał pułkownik Michaił Moisiejew (1987–88),
- gen. płk Wiktor Nowożyłow (1988–92),